# Lehrgebäude Blochmannstraße 2

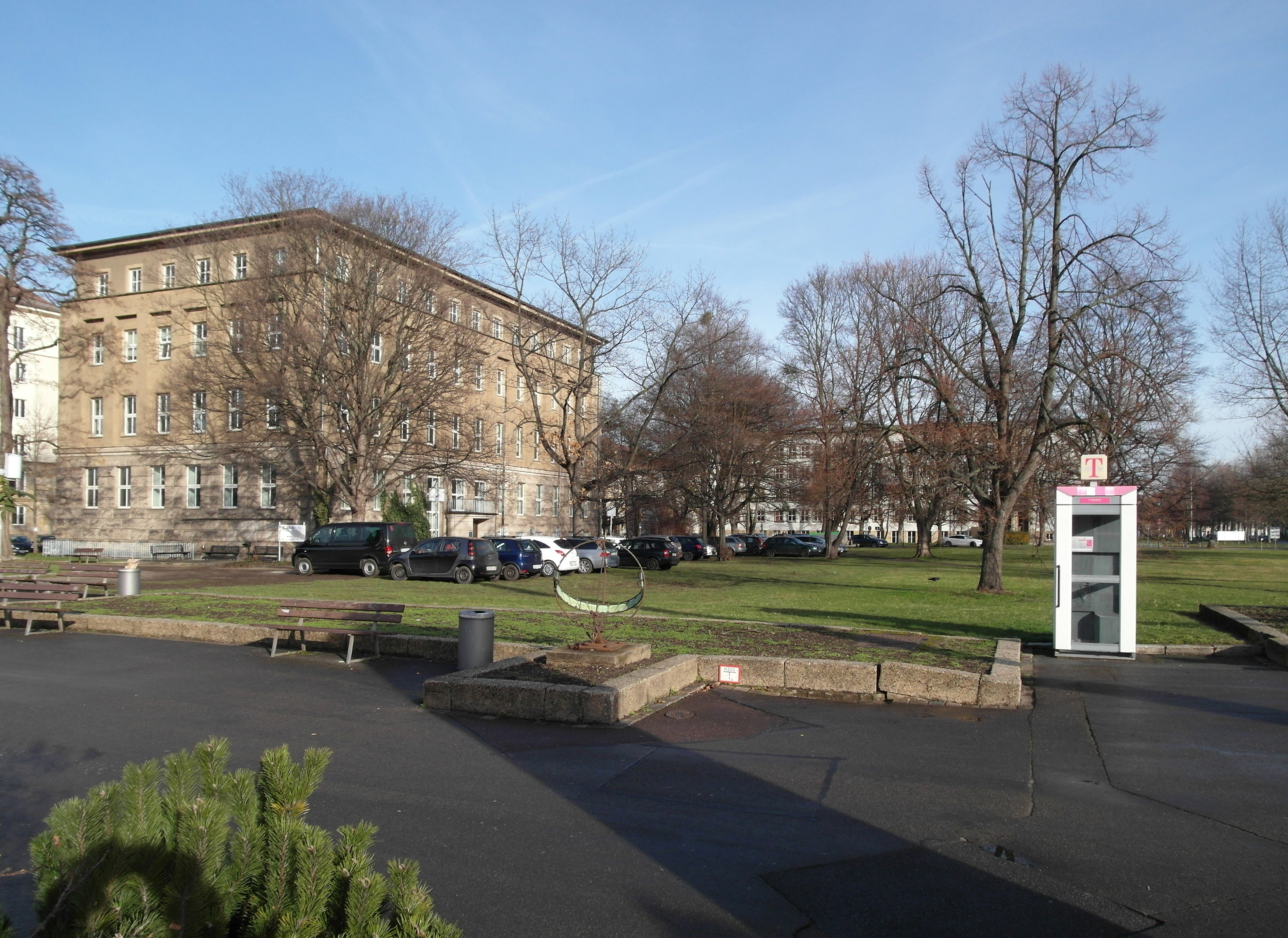
Hochschulgebäude Blochmannstraße vom Straßburger Platz gesehen, 2016
(vor dem Baustart für das Gebäude der Akademie für Wirtschaft und Verwaltung, Güntzstraße 1)

Das Lehrgebäude Blochmannstraße 2 steht in der Pirnaischen Vorstadt in Dresden. Der Bau in der Blochmannstraße wurde 1911/1912 nach Plänen des Stadtbaurats Hans Erlwein als neues Erziehungshaus zur Erweiterung des Ehrlichschen Gestifts errichtet. Nach seiner teilweisen Zerstörung bei den Luftangriffen in der Endphase des Zweiten Weltkriegs erfolgte in den Jahren 1950/1951 unter Einbeziehung vorhandener Bausubstanz in „Anlehnung an die traditionelle Dresdner Bauweise“ ein Wiederaufbau im Stil des sozialistischen Klassizismus von „eigentümlicher, nüchterner Schönheit“.  Eine Sandstein-Rustika und eine vertikale Strukturierung durch Lisenen in den Obergeschossen sind Kennzeichen des Baus.

## Beschreibung
Der Bau wurde von Emil Leibold von 1950 bis 1951 auf rechteckigen Grundriss mit 21 Unterrichtsräumen und einer Aula von 100 Plätzen für die Dresdner Musikakademie errichtet. Diese wurde am 11. November 1952 in einer Feierstunde zur Hochschule für Musik erhoben und erhielt sieben Jahre später, bei einem Festakt am 22. November 1959, den Namen Carl Maria von Weber. Dem Erdgeschoss ist eine Rustika aus Sandstein vorgeblendet. Die beiden Obergeschosse werden durch Lisenen gegliedert. Darauf befindet sich ein Mezzaningeschoss mit einem flachen, auskragenden Walmdach.
Die Einrichtung sollte Musiker, Dirigenten, Sänger, Komponisten und Musikwissenschaftler ausbilden, die dann in der Philharmonie und Staatskapelle, den beiden Dresdner Orchestern, tätig sein sollten. Zwischenzeitlich befindet sich die Hochschule für Musik im ehemaligen Wettiner Gymnasium am Wettiner Platz. Das Lehrgebäude Blochmannstraße 2 dient inzwischen der AFBB Akademie für berufliche Bildung als Berufliches Gymnasium/Fachoberschule.
Die drei Eiben vor dem Südgiebel stehen seit 2015 als Naturdenkmal unter Schutz.

## Galerie

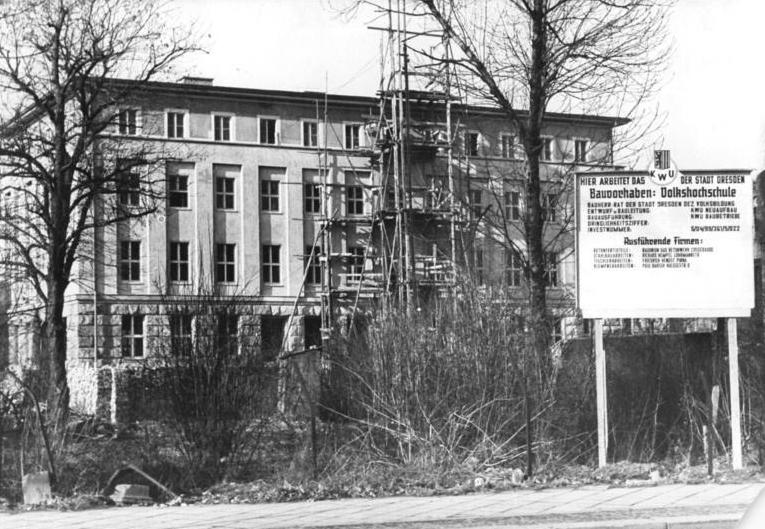
Bauphase, März 1951
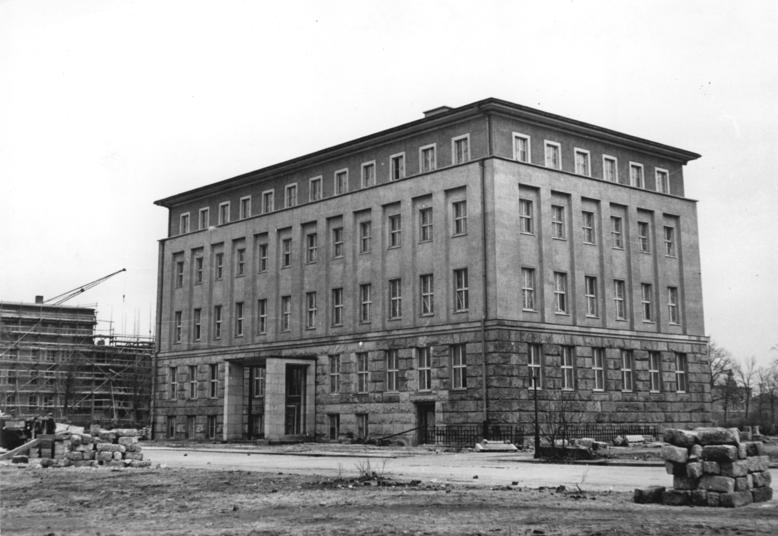
Das Gebäude im Mai 1952
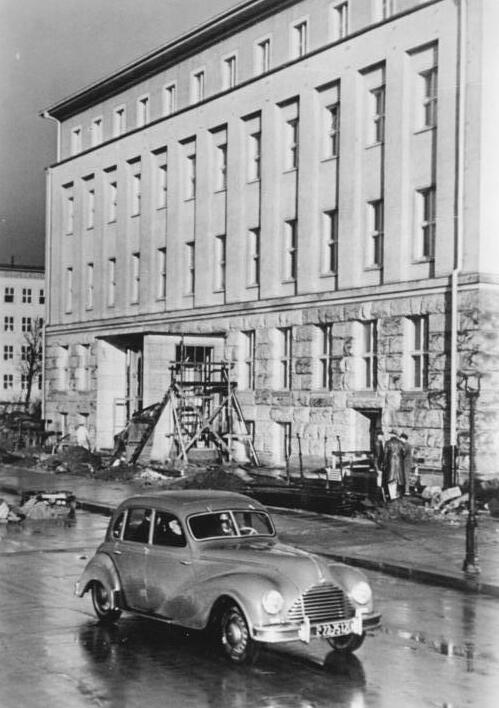
Das Gebäude im November 1952
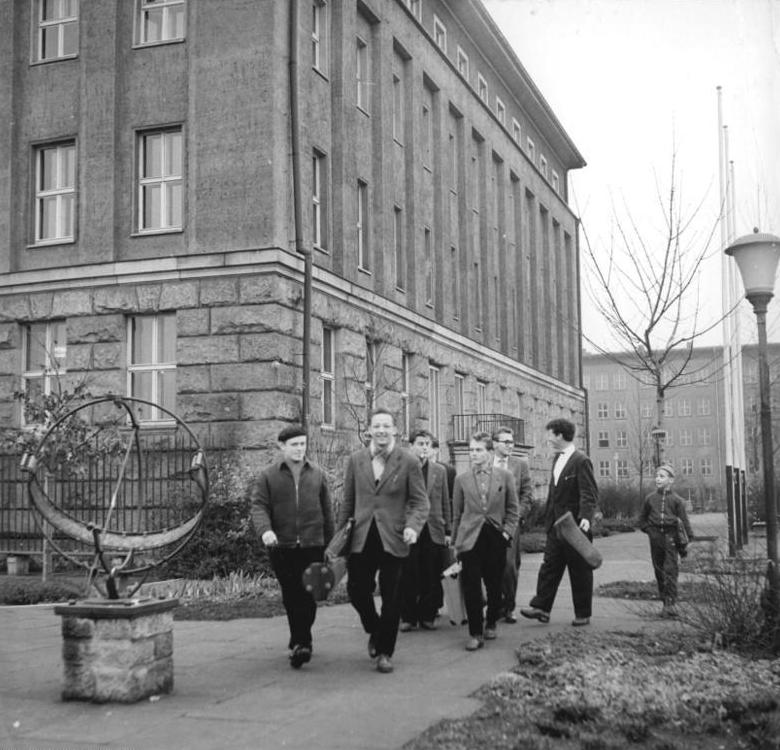
Studenten im November 1959